# Brachynectes fasciatus
Brachynectes fasciatus és una espècie de peix de la família dels tripterígids i de l'ordre dels perciformes.

## Morfologia
- Els mascles poden assolir 4,1 cm de longitud total.[3][4]

## Hàbitat
És un peix marí, de clima temperat i demersal que viu entre 0-13 m de fondària.

## Distribució geogràfica
Es troba al sud d'Austràlia, incloent-hi Tasmània.

## Observacions
És inofensiu per als humans.